# 3-アミノ安息香酸
3-アミノ安息香酸（3-アミノあんそくこうさん、英語: 3-aminobenzoic acid）または、m-アミノ安息香酸（MABA）は、分子式が H2NC6H4CO2H で表される有機化合物である。ベンゼン環にアミノ基とカルボキシル基が置換している。
MABAは白色の固体だが、市販品は着色されていることが多い。水にはわずかに溶ける。アセトン、沸騰水、熱アルコール、熱クロロホルム、エーテルに溶ける。
3-ニトロ安息香酸の還元によって合成される。
いくつかの染料の合成に使用される。